# Isteni színjáték

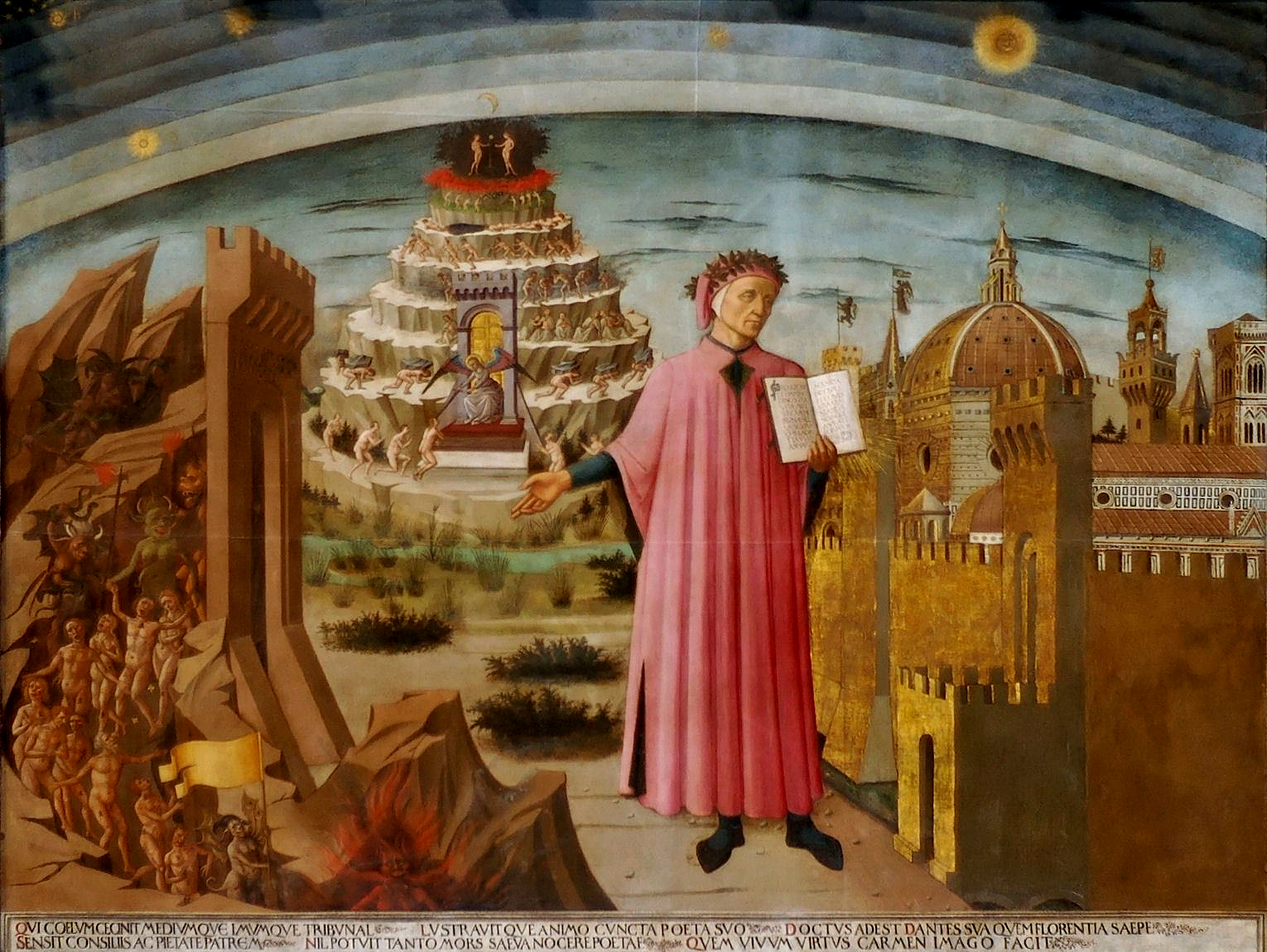
Az Isteni színjátékot kezében tartó Dante (freskó)

Az Isteni színjáték (olaszul: Divina Commedia) Dante Alighieri elbeszélő költeménye, amelyen 1307-től egészen 1321-ben bekövetkezett haláláig dolgozott. Az isteni jelző eredetileg nem része a címnek, ezt Boccaccio tette hozzá. A Commedia címet maga a szerző a következőképpen indokolta: „A komédia a költői elbeszélés egy neme, mely minden egyébtől különbözik; anyagát illetőleg abban különbözik a tragédiától, hogy emez eleinte csodálatos és nyugodt folyású, végén szennyes, borzadalmas; a komédia ellenben valami visszással kezdődik és boldogan végződik. Hasonlóképp különböznek az előadás módjában is: a tragédia magasztos, fenséges hangon szól, a komédia egyszerű, alázatos hangon”.
A mű a maga egészében csak a költő halála után lett ismeretessé; életében csak egyes énekeit ismerték. De mihelyt Dante fiai a legelső teljes példányt közzétették, száz meg száz másolatban terjedt el az egész világon; a könyvnyomtatás feltalálása után pedig egyike volt a legelőször és legtöbbször sokszorosított könyveknek. Többek szerint a világirodalom legnagyobb költeménye, a három legnagyobb vallásos eposz egyike, vagy legalábbis a középkor legnagyobb allegorikus alkotása.

## Történelmi háttér

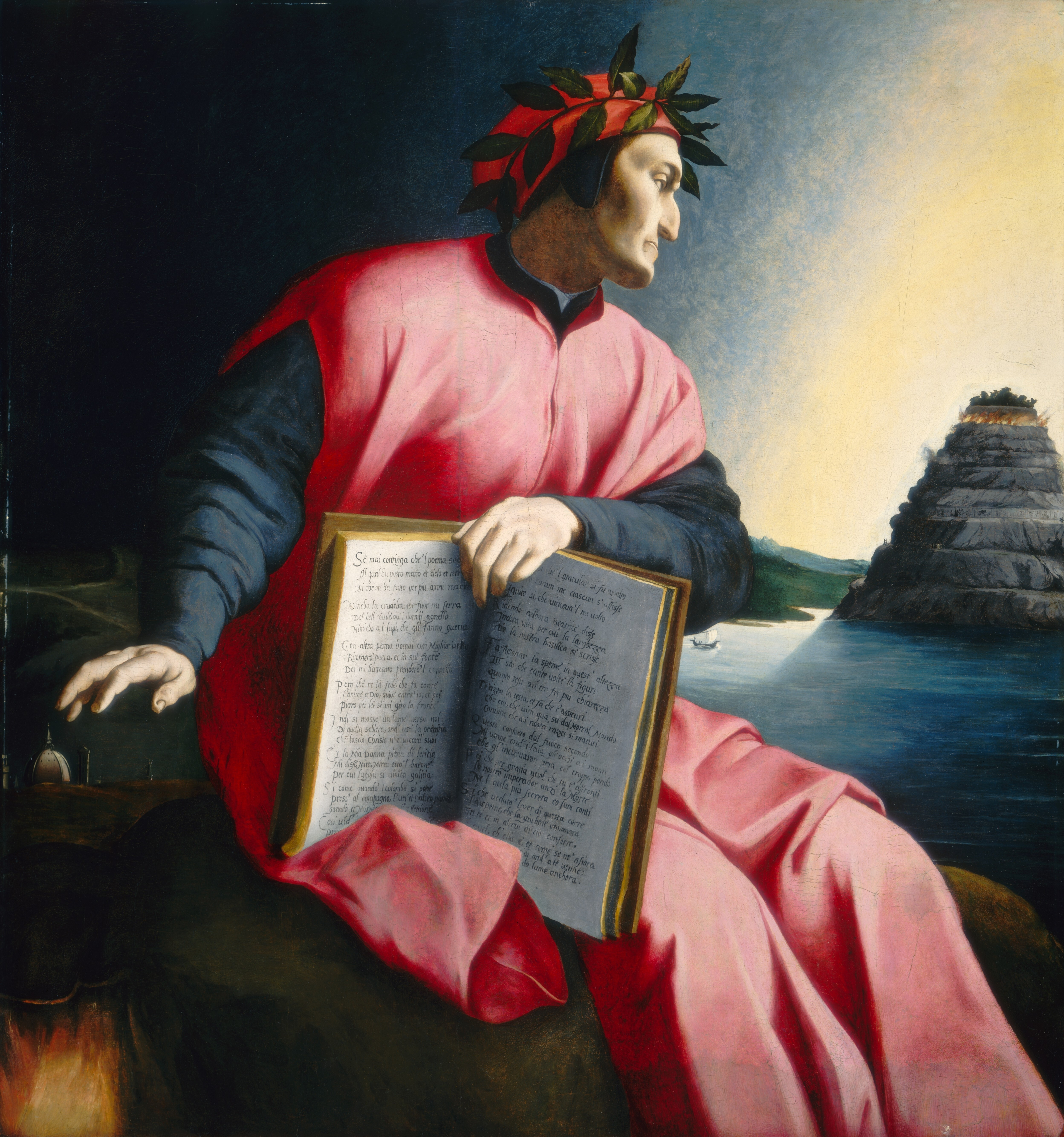
Allegórikus festmény a Purgatóriumra tekintő Dantéról. Agnolo Bronzino festménye, 1530-ból

Az 1300-ban harmincöt éves Dante korának szánalmas politikai helyzetén elkeseredve kezdett hozzá a „Commedia” című művének. Ekkoriban Dante szülővárosa, Firenze a fehér ([Vieri dei Cerchi]) és a fekete guelfek ([Donati]) harcának színtere volt – mindeközben Itália-szerte a világi és az egyházi hatalmak harca dúlt. Az erősödő Franciaország egyre nagyobb veszélyt jelentett a Német-római Birodalomra, a katolikus egyház pedig, érezvén az egyre közelgő francia veszélyt, ideiglenesen egyezséget kötött IV. Fülöp francia királlyal, aki, miután a pápaságot francia befolyás alá vonta, áthelyezte annak székhelyét Avignonba. Dante elítélte az egyház tettét, szerinte ugyanis csak a világi hatalmukat akarták megőrizni.
Kelet és Nyugat határán álló Itáliai városoknak hatalmas vagyont hoztak a keresztes háborúk, melynek következtében egy új társadalmi réteg jött létre. Vagyonuk növekedésével egyidejűleg az újgazdag családok a város fölötti hatalmat is meg akarták szerezni a régi nemes családoktól, így a város két ellenséges pártra szakadt: az szerényebb vagyonú fehér guelfekre és a gazdag bankár fekete guelfekre. Dante a fehér guelfek táborába tartozott, ennek ellenére mindkét oldal vezetőit kritizálta, vagy ahogyan Boccaccio írta: „Dante minden tehetségét, minden ügyességét, minden tudományát latba vetette, és bebizonyította bölcsebb polgártársainak, hogy a nagy dolgokat semmivé foszlatja a széthúzás, ám a kicsinyek is végtelenül nagyok lehetnek, ha egyetértés uralkodik.”
A guelfekkel, azaz a pápa oldalán állókkal szemben helyezkedtek el a császárpárti ghibellinek. Az invesztitúraharcban a guelfek és a ghibellinek egymást váltogatták a város vezetésében, és nem csak a politika terén, hanem fegyveresen is küzdöttek egymással. Dante 1285-ben és 1289-ben maga is fegyveresen harcolt a guelfek oldalán a Poggio di Santa Cecilia ellen indított katonai expedícióban, illetve a campaldinói csatában, majd 1301-ben tagja volt annak a követségnek, amely VIII. Bonifác pápától remélt segítséget a Firenzét fenyegető Valois Károllyal szemben. 1301 őszén, amikor Károly a fekete guelfek segítségével megszerezte Firenzében a hatalmat, a fehér guelfek közé tartozó Dantét száműzték. Dante a száműzetésben is aktívan politizált, például több levelet írt VII. Henrik német-római császárnak illetve 1317 körül megírta Az egyeduralom című értekezését XXII. János pápa ellen.
A Pokolban és a Purgatóriumban, a múlt emberei mellett, Dante kortársaival is találkozunk. A költő olyan lelkeket mutat be, akiknek életük és haláluk valamiképp nyomot hagyott a korabeli társadalmon. E lelkek és történeteik bemutatásával bepillantást nyerhetünk a kor nézeteibe, szokásaiba, hétköznapjaiba. Ilyen történet például az előre megrendezett házasságokból adódott tragédiák (Francesca da Rimini esete), vagy Dante apja unokaöccsének, Geri del Bellonak az esete, akinek halálát családja nem bosszulta meg, ami abban a korban nagy gyalázatnak számított, ugyanis akkoriban a vérbosszút kötelezőnek tekintették. De a költemény során számos más, a politikai életben ismert alakkal is találkozunk: ilyen például a Pokol hetedik körének harmadik gyűrűjében Ezzelino da Romano története. Ezzelino Padova ura volt, egyike a központosított olasz állam, a signoria legkorábbi képviselőinek. Mivel az egyházi és a világi hatalmasokat is féken tartotta, nagyon gyűlölték mindkét oldalról. Egy vesztes csata után fogságba esett, később börtönben halt meg 1259-ben. Ugyancsak itt találkozunk Guido di Monteforteval, aki a viterboi templomban megölte az angol király unokatestvérét.

## A mű szerkezete, stílusa, műfaji besorolása
A mű szerkezetét a hármas szám és annak többszörösei határozzák meg: három könyvre tagolódik, mindegyik könyv 33 éneket tartalmaz, így a bevezetővel együtt összesen 100 énekből áll. A Pokol, a Purgatórium és a Paradicsom háromszor három részből állnak: 9 körből, 9 gyűrűből, illetve 9 égből. Az egész művet a rend, a rendszeresség jellemzi, a sorok száma is nagyságrendileg azonos a három könyvben: 4720 jut az elsőre, 4755 a másodikra és 4758 a harmadik részre.
Dante nem követi a hagyományos eposzi formát és nem használja a hagyományos eposzi kellékeket: „hiába keressük az invokáció, expozíció, enumeráció és divina machina megszokott gépezetét.”
A költemény tizenegy szótagos sorokból áll, amelyet Dante már korábban is alkalmazott szonettekben, canzonákban, balladákban és sestinákban. A terza rima, azaz hármas rím néven ismert versforma Dante saját újítása.
Noha a mű keletkezésekor a költészet nyelve a latin volt, az Isteni komédia mégis olasz köznyelven, toszkán nyelvjárásban, pontosabban ennek firenzei aldialektusában íródott. Dante tudatosan választotta a köznyelvet, mivel szándékai szerint ez illett művének változatosságához, amint azt A nép nyelvén való ékesszólásról (De vulgari eloquentia) című művében már korábban kifejtette.
Az Isteni színjáték műfaji besorolása igencsak problematikus. Magának Danténak és korai kommentátorainak mindez azonban nem okozott gondot. A költő Can Grande della Scalához írt levelében részletes magyarázatot ad művének a címére, s ezzel együtt műfajának kérdésében is állást foglal: „Jelen művemet Commediának hívják”. Ezt követően a komédia műfaját is definiálja: a költői elbeszélés egyik formája, mely minden mástól, így a tragédiától is különböző. A komédia és a tragédia közti különbség – Dante értelmezésében – az, hogy a tragédia jól kezdődik és rosszul (tragikusan) végződik, a komédia pedig fordítva. Az Isteni színjátékban a dolgok rosszul kezdődnek, majd jól végződnek, ez pedig egyértelműen azt jelenti, hogy komédiával van dolgunk: „Mert ha tárgyát nézzük, az kezdetben szörnyű és bűzhödt, hisz ez a Pokol. A végén pedig kedvező, kívánatos és kellemes, ez pedig a Paradicsom.” Művének a komédiába való besorolása mellett Dante egy második érvet is felhozott, éspedig azt a tradicionális retorikai elvet, miszerint a komédia (szemben a tragédiával) alacsony stílusú nyelvet használ. Az Isteni színjáték pedig alázatos és köznyelven szól, „amelyen még az asszonyok is megértik egymást”. A modernkori irodalomtörténeti állásfoglalás szerint azonban, az Isteni színjáték epikus keretbe foglalt lírai, filozófiai alkotás, mely egyúttal magában foglalja Dante korának lexikális tudásanyagát és természettudományos ismereteit is.

## Tartalma

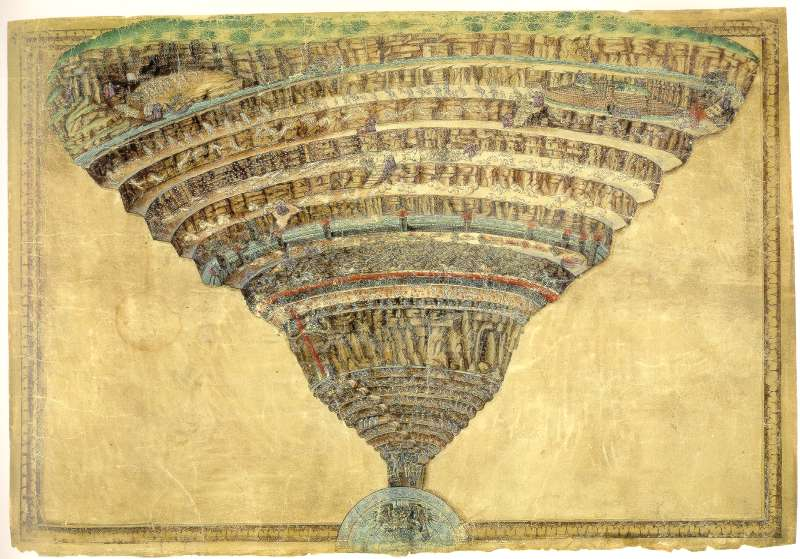
Sandro Botticelli: Dante poklának felépítése

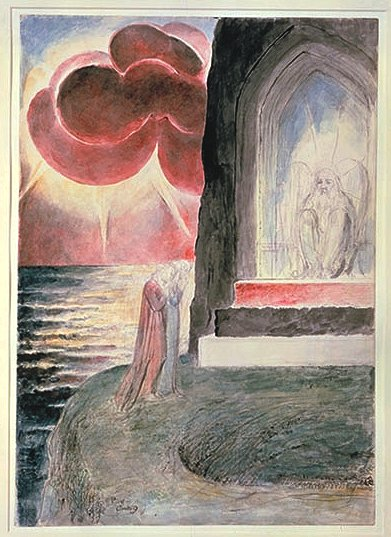
Dante és Vergilius a Purgatórium kapujában. William Blake festménye

A száz énekből álló alkotásban Dante Vergilius társaságában végigjárja és megismeri a Poklot, a Purgatóriumot és a Mennyországot. Útja során találkozik a múlt nagy szellemeivel és kortársai halott lelkeivel is. Mindegyikükről véleményt alkot, véleménye a keresztény közerkölcstan szabályai szerint formálódik. Szerb Antal véleménye szerint: „A Divina Commedia minden részének, azt mondják, hármas az értelme: az első a szó szerinti értelem, a másvilági útleírás, a második a rejtett politikai vonatkozás, a harmadik pedig a vallási igazság, a lélek útja Isten felé.”
A költemény az 1300-adik évben, nagypéntekre virradó éjszakán kezdődik. Dante ekkor volt harmincöt éves, ami a Biblia szerinti várható élettartam fele. A költő eltéved egy sötét erdőben, és amikor a napos magaslatra igyekezne, vadállatok törnek rá: a lélek és a firenzei társadalom sötét erői: a gyönyörök és az irigység párduca; a gőg és az erőszak dühös oroszlánja és a féktelen kapzsiság mindig éhes nőstény farkasa. Ekkor feltűnik az értelem és az erkölcsi tisztaság hőse, Vergilius, aki kivezeti Dantét a veszedelemből, és vezetőül kínálkozik „örök hely”, a Pokol, illetve a Purgatórium és a Mennyország felé. Dante előbb elfogadja az ajánlatot, majd visszaretten, és csak akkor indul el, amikor megtudja, hogy Vergilius az üdvözült szerelme, Beatrice követeként jött elé.

### Pokol (Inferno)
Az Isteni színjáték három helyszíne közül a Pokol a legzordabb: alvilági tűztől megvilágított, rettenetes viharoktól megtépett, vad szirteken elterülő táj, mely káromkodásoktól, szitkoktól és jajongástól hangos. A bűnösök személyiségük börtönébe vannak bezárva, így sohasem szabadulhatnak.
Annak ellenére, hogy Dante elfogadja a bűnös lelkekre kirótt büntetéseket, viszonya mindenkihez más és más. Van, ahol sírva fordul el, és sajnálja a lelkeket, és van, ahol gőggel és elutasítóan szól az elkárhozott lelkekhez. Különösen politikai ellenfeleivel szemben kíméletlen.

### Purgatórium (Purgatorio)
Dante és Vergilius 1300. április 10-én, húsvét vasárnapjának reggelén érkezik egy új helyszínre: a Purgatórium kapujához. A Purgatórium fejezetének első énekében olvashatunk arról, hogy milyen célt szolgál ez a túlvilági hely: „ahol kitisztul az emberi szellem/ s méltóvá lesz, hogy legyen ég lakója”. 
A toszkán tájra hasonlatos, kellemes fényektől megvilágított békés Purgatórium a déli félteke óceáni szigetén található, csonka kúp alakú hegy, mely fölött a földi emberek számára ismeretlen csillagképek ragyognak. A Purgatórium fölött négy uralkodó csillag helyezkedik el, mely csillagok a négy erényt jelképezik. A Purgatórium hegy „hét országból”, azaz a hegy csúcsa fele keskenyedő hét körből áll. A hegy a csúcsán pedig a földi Paradicsom helyezkedik el, itt lakott egykor Ádám és Éva. A lelkek haláluk után a hegy lábánál kezdik az útjukat, majd egyre magasabbra jutnak, s egyúttal közelebb kerülnek az örök üdvösséghez is.

### Paradicsom (Paradiso)
Mivel Vergilius pogányként élt és halt meg, nem léphet be a Paradicsomba, így innen Dante ifjúkori szerelme, Beatrice és Szent Bernát veszi át a költő vezetését.
A Paradicsomban tett útjával Dante a hitigazságok mélységeit, majd a Szentháromság titkát szemlélteti. Az ifjúkori szerelem emlékei itt vallási élménnyé változnak. Dante költői eszközökkel mutatja be a teljes teológiát, ugyanakkor mondanivalójába beleszövi a korabeli Itália erkölcsi problémáit: a belső megosztottságot, a pártharcokat, a nyomort, az uralkodó körök erkölcstelenségét és gyávaságát, a pápaság és a császárságág közti ellentétét, az Egyházban és különösen annak fejében megmutatkozó súlyos hiányosságokat: az anyagi javak hajhászását, a szimóniát és a nepotizmust.

## Fontosabb kiadások és kommentátorok

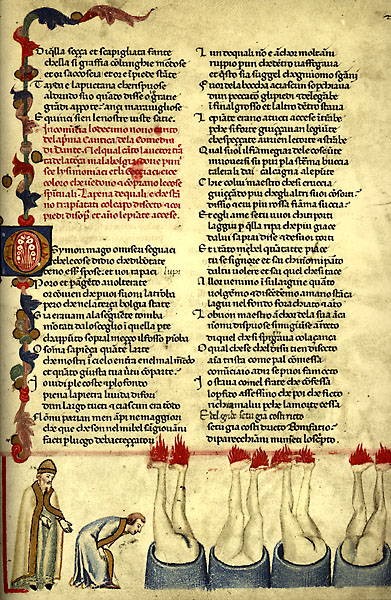
14. századi kódex. Az Isteni színjáték Pokol fejezetének 29. éneke (hetedik kör, harmadik bugyor)

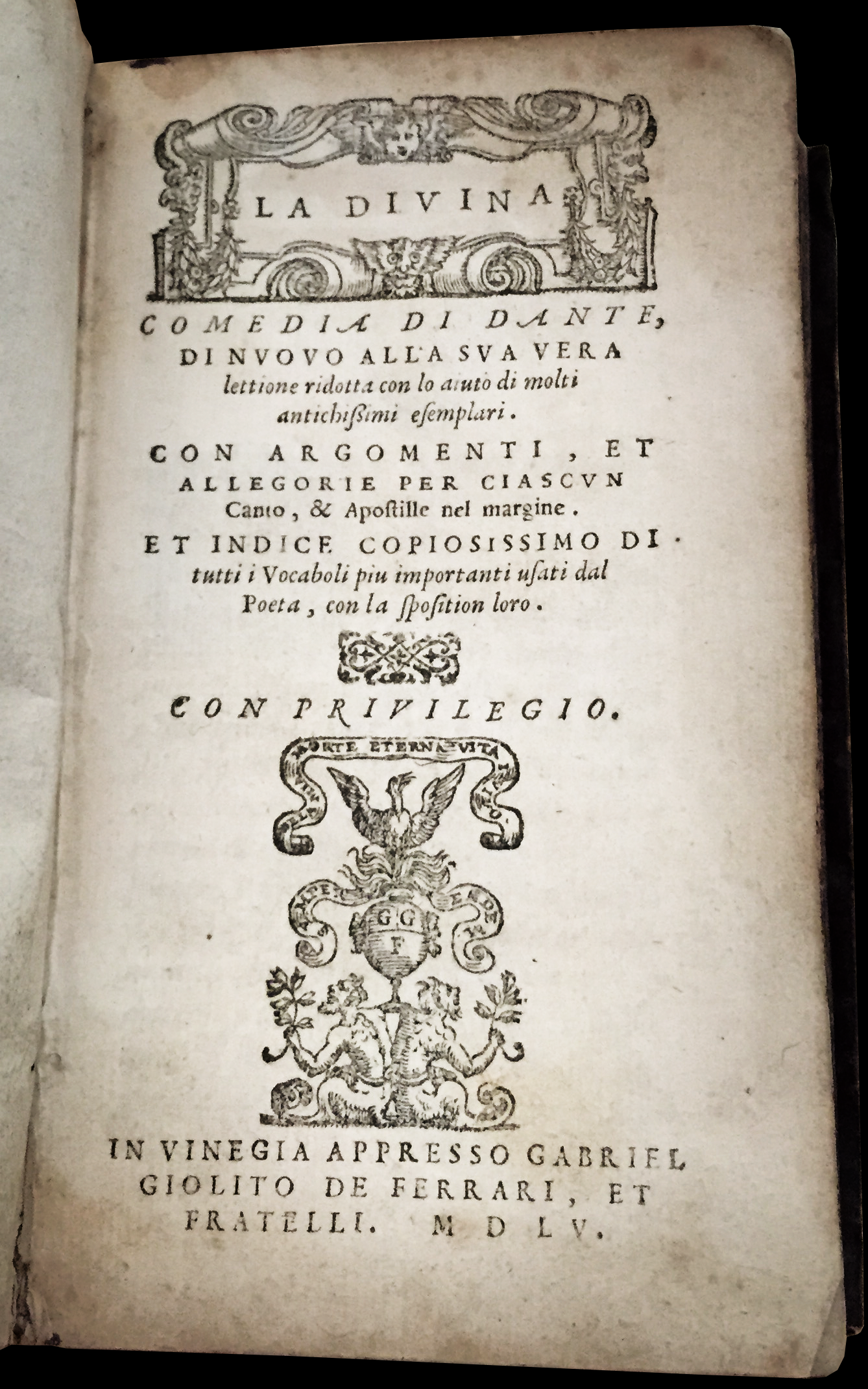
Az Isteni színjáték 1555-ös kiadása

Az Isteni színjáték eredeti kéziratát a költő halála után fia, Jacopo Alighieri az éppen Bolognában kapitánykodó Guido Novello da Polentának ajándékozta.
Dante halálát követő évszázadokban (14. és 15. század) főművének, az Isteni színjátéknak számos kézirata készült el. A mű első kommentátora, Jacopo della Lana 1323 és 1328 között írta meg magyarázatait, majd 1373 októberében Boccaccio a firenzei St. Stefano di Badia templomban fejtegeti az Inferno rejtelmeit. Hosszabb kommentárokat Boccaccio tanítványától, Benvenuto da Imolától is ismerünk. Az ő kommentárjaira támaszkodva – Amadeo di Saluzza bíboros, Nicolas Bubwith és Robert Hallam angol bíborosok megbízásából – 1417. január 6-án fejezte be Giovanni da Seravalle az első latin fordítást. Ezt követően Itália-szerte életrajzírók, fordítók, utánzók, illusztrátorok, festők, szobrászok, éremkészítők és zeneszerzők hosszú sorát inspirálta e mű.
Seravalle 1417-ben – a konstanzi zsinaton – személyesen nyújtott át egy dedikált példányt Zsigmond királynak. Ezt a dedikált kódexet az egri Főegyházmegyei Könyvtárban őrzik (jelzete: P.V.1).
A Commedia első nyomtatott példánya 1472-ben készült el Folignóban, majd még ugyanebben az évszázadban tizennégy nyomtatás követte. A 16. században harminc nyomtatott példányról van tudomásunk. Ekkor a címben megjelenik a Boccaccio által hozzáadott "Divina" szó: az első „Divina Commedia” feliratú címlap egy 1555-ös velencei kiadáson bukkan föl.
Mátyás király gyűjteményében, a Bibliotheca Corvinianában is volt egy Isteni színjáték illuminált pergamenkézirat. A restaurált kódex jelenleg az Egyetemi Könyvtárban tekinthető meg. Kaposi József Dante-kutató szerint a kódex első lapján látható idegen címer arra utal, hogy e könyv nem Mátyás megrendelésére készült, hanem eredetileg valaki más tulajdonát képezte. Kaposit az ismeretlen címerrel kapcsolatos kutatásai arra vezették, hogy a kódexen látható címert a firenzei Bandini és Baroncelli rokon családok használták.
A 17. században, amikor spanyol nyomás következtében hanyatlásnak indult az olasz nemzeti eszme, csak három kiadást ért meg a Divina Commedia. Azonban a következő évszázadból harmincegy nyomtatott könyvről tudunk; a 19. század elejéről pedig négyszáznegyven kiadás látott napvilágot. Napjainkban a világ különböző nyelveire fordított, számos kiadása ismeretes.

### Magyar fordítások

#### Császár Ferenc
Az első nagyobb terjedelmű magyar nyelvű fordítást – hosszas előkészületek után – Császár Ferenc készítette el. E fordítás, az Inferno fejezetének egy része, volt az első magyar nyelvű nyomtatott változata Dante Commediájának. Kaposi József a következőket írta erről az esetről:
„Történt ugyanis, hogy a Divatcsarnok 1853-ik évfolyama Humboldt Sándor után egy czikket közölt Mentovich Ferencz-től (1819–1879.) a déli kereszt csillagképéről. Mentovich ebben a Purgatorio I. énekének Humboldt – idézte 22–27. sorait – így tolmácsolta
A másik sarkhoz vágyva, jobbra tértem 
És láték négy tündöklő csillagot,
Melyet az első pár ismerhetett csak. 
Fényes világuk széjjel áradott.
Oh árva föld, te puszta, zordon éjszak. 
Szép fényeket meg nem pillanthatod.
Megbocsátja az én t. munkatársam és barátom – írta Császár a Mentovich fordításához fűzött szerkesztői jegyzetben –, ha Dante e verseit a „Vezeklény" I.-ső énekéből a saját fordításom szerint is ideiktatom:
Én jobbfelőlre fordulék s figyeltem 
A déli gönczre, hol négy csillag ége 
Látvák az első néptől, senkimástól.
Az ég örülni látszék lángjaiknak. 
Ó éjszakának özvegyült vidéke,
Hogy láthatásuk tőled megtagadva.
”
Császár Ferencnek végül nem sikerült az egész Commedia lefordítása. Az Inferno elkészült nyolcszáz énekéből csak az első négy ének fordítását adta ki 1857-ben, rövid bevezetéssel Őszi lombok című verses könyvének második kötetében.

#### Szász Károly
Szász Károly készítette el elsőnek Dante Isteni színjátékának teljes magyar nyelvű fordítását. Művét három kötetben publikálta:
- A pokol. Írta Dante Alighieri. Fordította, bevezette s jegyzetekkel kísérte Szász Károly. Budapest, 1885.
- A Purgatórium. írta Dante Alighieri. Fordította, bevezette s jegyzetekkel kísérte Szász Károly. Budapest, 1891.[22]
- A paradicsom. Írta Dante Alighieri. Fordította s jegyzetekkel és magyarázatokkal kísérte Szász Károly. Budapest, 1899.

#### Babits Mihály
Dante Commediájának ma is használt magyar nyelvű fordítását Babits Mihály készítette el (1913, 1920, 1922). A Babits-fordítás az első kiadása óta számos újabb kiadást élt meg.

#### Baranyi Ferenc/Simon Gyula
A Pokol új fordítása Baranyi Ferenc tollából jelent meg 2012-ben, 2014-ben látott napvilágot Simon Gyula Paradicsom-fordítása. 2017-re pedig elkészült és megjelent közös munkájukként a Purgatórium, melynek első tizenhat énekét Baranyi Ferenc, a többi tizenhetet Simon Gyula magyarította. Az így létrejött új, teljes magyar Isteni színjáték első ötven éneke Baranyi Ferenc, a második ötven Simon Gyula munkája.

#### Nádasdy Ádám
Legújabban Nádasdy Ádám fordításában jelent meg a teljes Isteni színjáték (Budapest, Magvető, 2016).

#### További magyar fordítók
További jelentős magyar fordítók: Lánczy Gyula (Inf. XVI. 73–75, XXVI. 94-96, XXVIII. 106–108; Purg. VIH. 76–78, XXV. 134-135, XXXI. 45, 58-60; Par. IX. 130–132, XVI. 49-51, XXX. 133–134, 136–138.); Rácz Miklós (A Pokol I. 1–18, 28-54, 73-75, 85–90, II. 139-40. sorai), Cs. Papp József (Dante: A pokol. A Divina Commedia első része. Prózába átírta és magyarázta Cs. Papp József tanár. Kolozsvár, 1896. 8-rét, Vn. + 175. lap. D. Giotto-féle arczképével. Elszó III–IV. lap; bevezetés V–Vn. lap; szöveg 1–175. lap.); Angyal (Engels) János (Alighieri. Dante Divina Commediája. (Isteni Színjátéka.) A pokol. Olaszból fordította és jegyzetekkel kísérte –. Budapest, 1878.; Alighieri, Dante Divina Commediája. (Isteni Színjátéka.) A tisztítóhely. (Purgatorio.) Temesvár, 1885.)

## Magyarul önálló kötetben

### 1944-ig
- A pokol; ford., jegyz. Angyal János; Aigner, Bp., 1878
- Dante Alighieri Divina Commediája (Isteni színjátéka). A pokol; ford., jegyz. Angyal János; Aigner, Bp., 1878
- Alighieri Dante Divina commediája (Isteni színjátéka) 1. füz., A tisztitóhely (Purgatorio); ford., jegyz. Angyal János; Aigner, Bp., 1885
- A pokol; ford., bev., jegyz. Szász Károly; Akadémia, Bp., 1885 (A Magyar Tudományos Akadémia Könyvkiadóvállalata)
- A Paradicsom; ford., bev., jegyz. Csicsáky Imre; Csanád-egyházmegyei Ny., Temesvár, 1887
- A purgatórium; ford., jegyz. Szász Károly; Akadémia, Bp., 1891 (A Magyar Tudományos Akadémia Könyvkiadóvállalata U. F.)
- A pokol. A Divina Commedia első része; prózába átírta, jegyz. Cs. Papp József; Gámán Ny., Kolozsvár, 1896
- A pokol; ford. Gárdonyi Géza; Singer-Wolfner, Bp., 1896
- A paradicsom; ford., jegyz. Szász Károly; Akadémia, Bp., 1899 (A Magyar Tudományos Akadémia Könyvkiadóvállalata U. F.)
- A purgatórium. A Divina commedia második része; prózára átírta, jegyz. Cs. Papp József; Radics, Kolozsvár, 1907
- A pokol. Az "Isteni színjáték" első része; ford., jegyz., életrajz Zigány Árpád; Schimkó, Bp., 1908
- A paradicsom. A Divina Commedia harmadik része; prózába átírta, jegyz. Cs. Papp József; Radics, Kolozsvár, 1909
- Dante komédiája; ford., bev., jegyz. Babits Mihály; Révai, Bp., 1912–1922
  - A pokol; 1912
  - A purgatórium; 1920
  - A Paradicsom; 1922
- Dante pokla. A Divina commedia első része; ford. Radó Antal; Franklin, Bp., 1921
- Dante Alighieri Isteni színjátéka. A Pokol, Purgatorium és Mennyország prózában; ford. Kenedy Géza; Franklin, Bp., 1925

### 1945–
- Dante összes művei; ford. Babits Mihály et al., sajtó alá rend., utószó Kardos Tibor; Magyar Helikon, Bp., 1962 (Helikon klasszikusok)
- Színjáték. Pokol 1–5. ének; ford. Weöres Sándor; Akadémiai Ny., Bp., 1966
- Isteni színjáték. Beatrice visszatér. 15 ének a Pokolból és a Purgatóriumból; ford. Lőrinczi László; Arvin, Bucureşti, 2002
- Isteni színjáték. Pokol, Purgatórium, Paradicsom; ford., jegyz. Szabadi Sándor; Püski, Bp., 2004
- Pokol; ford. Baranyi Ferenc, tan., jegyz. Madarász Imre; Tarandus, Győr, 2012
- Isteni színjáték. Paradicsom; ford. Simon Gyula; Eötvös, Bp., 2014 (Eötvös klasszikusok)
- Isteni színjáték; ford. Nádasdy Ádám; Magvető, Bp., 2016
- Isteni színjáték; ford. Nádasdy Ádám; jav. utánny.; Magvető, Bp., 2017
- Pokol; ford., jegyz. Nádasdy Ádám; Magvető, Bp., 2017 (Színház az egész)

## Feldolgozásai

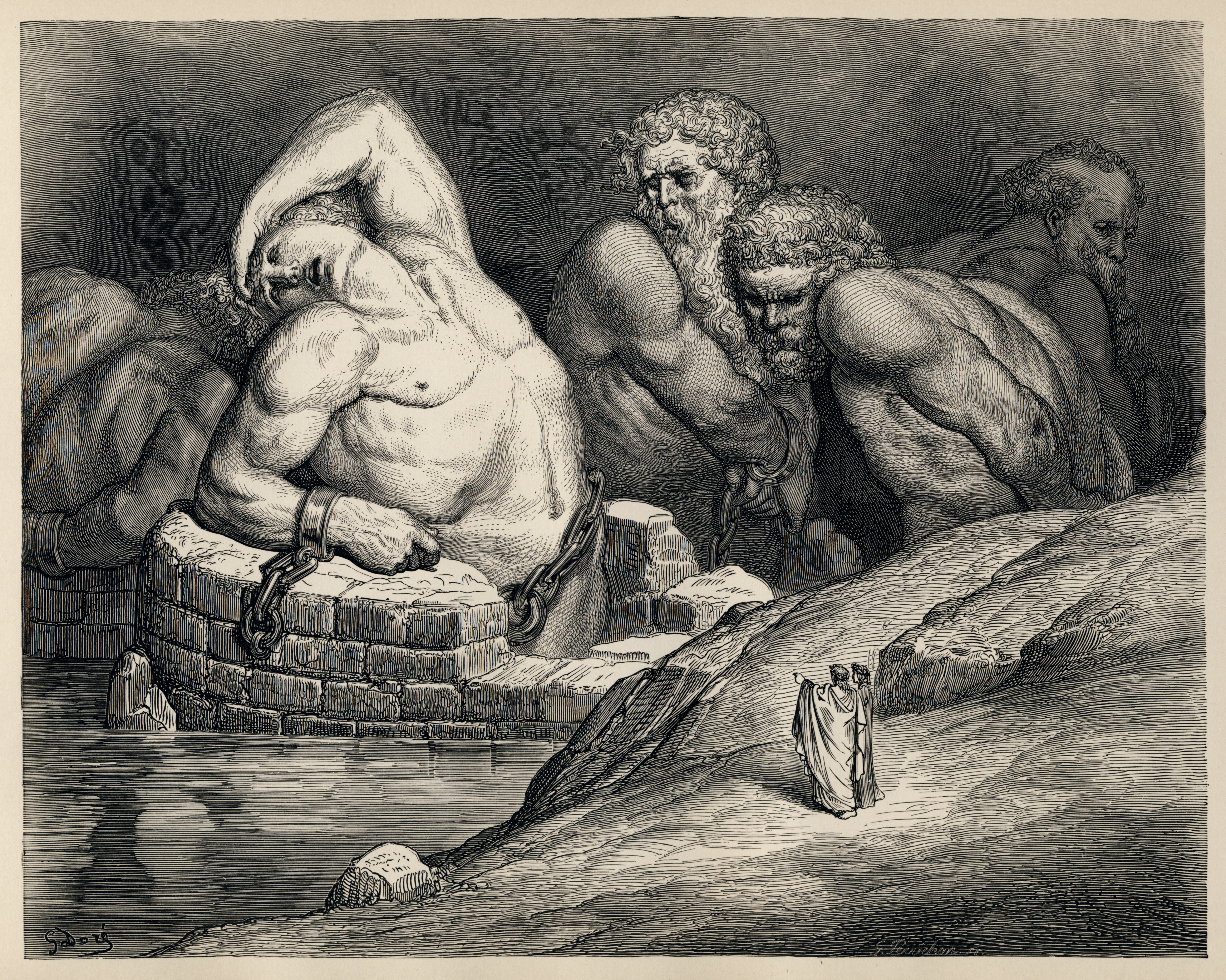
Titánok és gigászok leláncolva a pokolban (Gustave Doré illusztrációja)

Az Isteni színjáték számos feldolgozása készült el az évszázadok során. Egyaránt ihletet nyújtott íróknak, költőknek, festőknek, zeneszerzőknek, filmrendezőknek és számítógépes játék fejlesztőknek is.
Fontosabb feldolgozások:
- Irodalom
  - XVI. Benedek pápa elmondása szerint Deus Caritas Est enciklikáját Dante Paradicsomának XXXIII. éneke ihlette.[30]
- Zene
  - Claudio Monteverdi 1607-ben készült L’Orfeo operájában elhangzik a Pokol felirata.
  - Liszt Ferenc 1856-ban Dante-szimfónia címmel komponált zenekari művet. A mű eredetileg trilógiának készült, azonban a Paradicsom rész soha nem készült el. Helyette Liszt női karra és zenekarra írt Magnificattal fejezte be a megdicsőülés költeményét.
  - Pjotr Iljics Csajkovszkij 1876-ban, Francesca da Rimini (Szimfonikus fantázia Dante nyomán alcímmel) címmel, a Pokol ötödik énekére támaszkodva komponált szimfóniát.
- Szobrászat
  - Auguste Rodin 1880 és 1917 között készítette el A Pokol kapuja című monumentális alkotását, melyet ugyancsak Dante Pokla inspirált.
- Festészet, grafika
  - Sandro Botticelli 1492 és 1500 között készítette el illusztrációsorozatát Dante Isteni színjátékához.
  - Eugène Delacroix 1821-ben készült el Dante bárkája című festményével.
  - William Blake 1827 körül készítette el akvarelljeit az Isteni színjátékhoz.
  - Gustave Doré a 19. században készítette el az egyik legismertebb Isteni színjáték illusztrációkat.
  - Gy. Szabó Béla romániai magyar grafikus 1976-ban jelentette meg az Isteni színjátékhoz készült grafikáit.
- Film
  - 1911-ben némafilm készült az Isteni színjátékból.
  - 1924-ben Dante Pokláról készült ugyancsak némafilm.
  - 1935-ben Dante Pokla címmel készült film.
  - 2010-ben animációs film készült Dante: Pokol címmel.
  - 2016-ban Inferno címmel készült film, melynek cselekménye szintén Dante művére épül.
  - 2018-ban mutatták be Lars von Trier A ház, amit Jack épített című filmjét, melynek utolsó jelenetei a pokol különböző bugyraiban játszódnak. A megvalósítás Dante művén alapul.
- Videójáték: Dante's inferno